# Frase scissa
La frase scissa è un costrutto che mette in evidenza una parte dell'enunciato: «Sono io che ringrazio te». Il procedimento di messa in rilievo causa una separazione fra reggente e subordinata.
Come altre forme di frasi segmentate (ad esempio, quelle con dislocazione), le frasi scisse servono ad articolare in modo particolare tema e rema.
Altri esempi:
È che non posso venire.
Non è che avessi davvero giocattoli a quei tempi.

## Costruzione della frase scissa esplicita
A partire da un enunciato come «I bambini non dormono», si ottiene la frase scissa «Sono i bambini che non dormono»:  l'elemento da mettere in evidenza (elemento scisso: in genere il soggetto) viene isolato, facendolo precedere dal verbo essere.
L'elemento scisso è poi ripreso dal pronome che, il quale introduce una proposizione relativa: che non dormono. Si forma quindi un costrutto con reggente e subordinata.
Il nuovo costrutto, che non rispetta l'ordine privilegiato soggetto-verbo-oggetto, è frutto di uno spostamento simile a quello della dislocazione a sinistra.
Il ruolo di che, peraltro, non è limitato a quello di pronome relativo, ma si può avvicinare a quello di congiunzione: «È con te che sto parlando, non con Lucia»; «È che domani vado a Treviso»; «Dov'è che vai?».

## Costruzione della frase scissa implicita
È possibile semplificare l'enunciato ricorrendo ai meccanismi della subordinazione implicita con uso della preposizione a.
A partire dal costrutto 'normale' (non marcato) «I bambini non dormono», con l'uso dell'infinito si otterrà quindi «Sono i bambini a non dormire».
Comportando la subordinazione implicita con l'infinito un impoverimento della struttura temporale nella subordinata, il verbo essere della reggente dovrà riprendere il tempo verbale della frase non marcata. Ad esempio, da «I bambini non dormivano» (imperfetto indicativo) si avrà «Erano i bambini a non dormire» (ripresa della forma temporale).

## Frasi pseudoscisse
Il meccanismo delle frasi scisse è ripreso per la costruzione della frase pseudoscissa, la quale ricorre al pronome dimostrativo seguito dal pronome relativo. Si avrà, ad esempio, «Quello che mi fa arrabbiare è la tua indifferenza» al posto di «La tua indifferenza mi fa arrabbiare».